# Nieves Zuberbühler
Nieves Zuberbühler (Buenos Aires, Argentina, 26 de agosto de 1986) es una periodista, reportera y productora de televisión.

## Biografía

### Primeros años y estudios
Zuberbühler nació en Buenos Aires, Argentina en 1986, hija de Ignacio Zuberbühler y Marina Blaquier. Es prima de la fotógrafa Delfina Blaquier. Fue educada en el colegio Northlands School y cursó estudios universitarios en la Universidad Austral. Obtuvo un máster en periodismo y relaciones internacionales en la Universidad de Nueva York.

### Carrera
Zuberbühler trabaja como periodista, reportera de noticias y productora televisiva. Recibió un Premio Emmy de Noticia y Documental. En marzo de 2016, como productora asociada del programa 60 Minutes, entrevistó al último fiscal superviviente de los juicios de Núremberg. Comenzó a trabajar para dicho espacio en 2012 como becaria, cuando se propuso cubrir un reportaje sobre el asesinato de jóvenes informantes de la policía en casos de drogas. Antes de trabajar allí fue pasante en la CBS. Desde 2020 trabaja en el canal argentino Todo Noticias, como corresponsal en Nueva York.

### Plano personal
Estuvo casada con el multimillonario colomboestadounidense Julio Mario Santo Domingo III, miembro de la reconocida familia Santo Domingo. La pareja se casó en una ceremonia católica en la Iglesia de la Visitación de la Santísima Virgen María en Red Hook, Brooklyn, en octubre de 2016. Se separaron en 2017, debido a las contantes infidelidades por parte de él. Aún se encuentra disputando su divorcio por los bienes adquiridos.